# Stara Przędzalnia w Żyrardowie

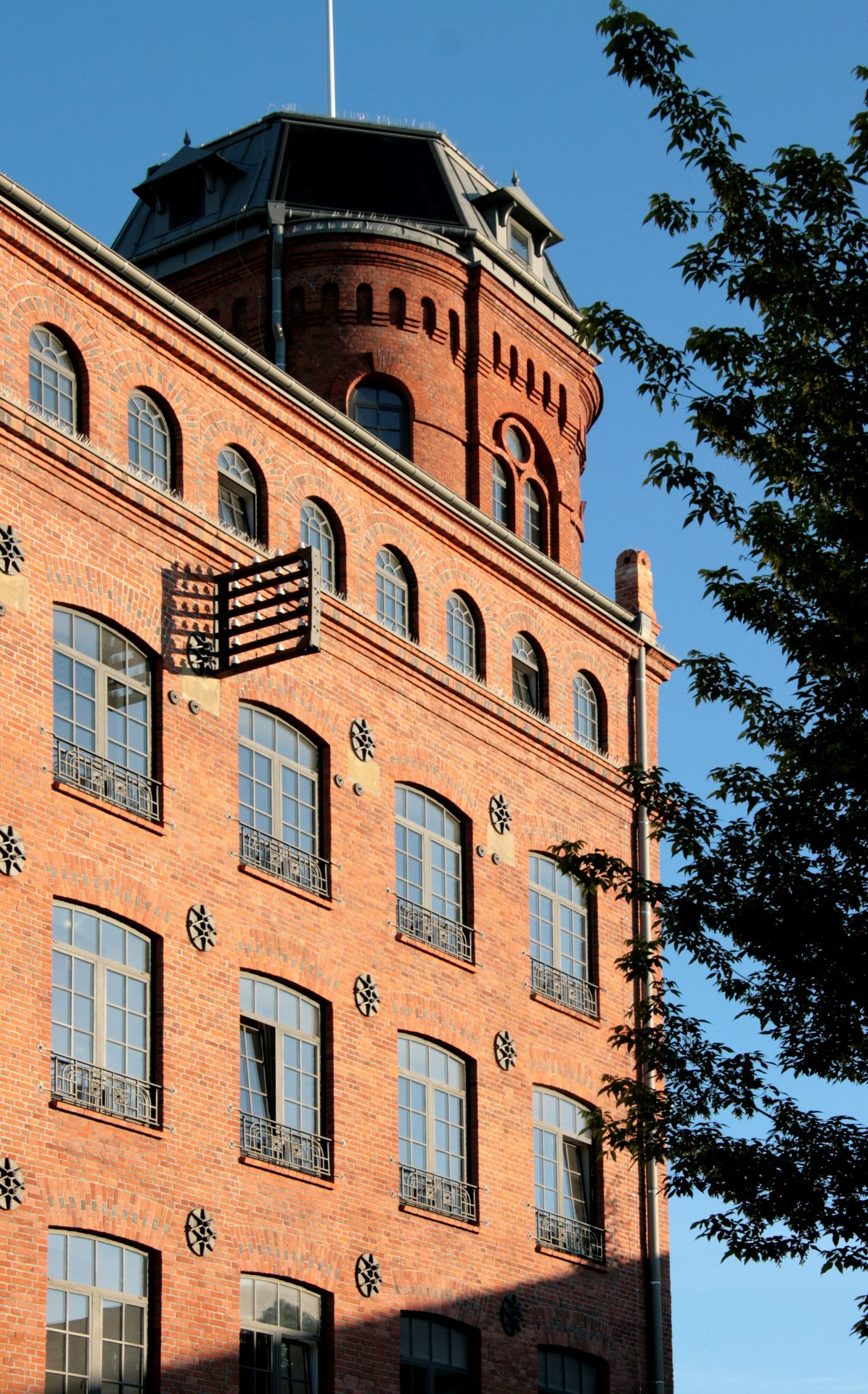
Żyrardów - lofty w Starej Przędzalni

Stara Przędzalnia – fabryka lniarska w Żyrardowie uruchomiona w 1829 r. Fabryka ta dała początek miastu, którego nazwa wywodzi się od nazwiska jej pierwszego dyrektora: Philipa de Girard.
 Budynek wpisany jest do rejestru zabytków pod nr rej.: 1192 z 22.05.1975 oraz 702 z 30.03.1984
Fabryka powstała na zlecenie rządu Królestwa Polskiego. Była to jedna z największych i najnowocześniejszych fabryk lniarskich w ówczesnej Europie.
Po przejęciu fabryki w drugiej połowie XIX w. przez dwóch niemieckich przemysłowców: Karola Dittricha i Karola Hielle została ona rozbudowana, a wraz z nią osada fabryczna. Żyrardów jako osada fabryczna, został usytuowany w środku obszaru, który przed 300 laty pokrywała Puszcza Bolimowska.
Osada fabryczna w XIX w. tworzyła osiedle dla robotników i kadry kierowniczej fabryki, znajdowały tam kościoły, szkoły, przedszkole, szpital, resursa, dom kultury „Ludowiec”, pralnia, kręgielnia i łaźnia miejska. Ten zabytkowy kompleks obejmuje centralną część miasta o powierzchni ok. 70 ha. Osadę charakteryzuje zarówno specyficzny porządek urbanistyczny, jak i różnorodność form i stylów architektonicznych. Wynika to ze zróżnicowania narodowościowego mieszkańców ówczesnego XIX-wiecznego Żyrardowa. W fabryce pracowali Polacy, Niemcy, Czesi, Żydzi, Anglicy, Szkoci, Irlandczycy.
Aktualnie budynek Starej Przędzalni pełni funkcje mieszkalne, handlowe, usługowe oraz hotelowe. Podczas adaptacji na nowe funkcje zachowano wszystkie wartościowe detale architektury postindustrialnej z początku XIX wieku.